# Simon Breitfuss Kammerlander
Simon Breitfuss Kammerlander (Zams, 29 de novembro de 1992) é um esquiador alpino austro-boliviano. Ele é especialista nas provas técnicas de slalom e slalom gigante e fez sua estreia na Copa do Mundo de Esqui em 2016.
Kammerlander competiu pela Bolívia no Campeonato Mundial de Esqui Alpino de 2017, quando finalizou em 46º lugar. Além disso, participou dos Jogos Olímpicos de Inverno de 2018 em Pyeongchang, sendo porta-bandeira na cerimônia de abertura. Na edição de 2022, em Pequim, também se classificou como representante boliviano.